# Xestospongia testudinaria
Xestospongia testudinaria är en svampdjursart som först beskrevs av Jean-Baptiste Lamarck 1815.  Xestospongia testudinaria ingår i släktet Xestospongia och familjen Petrosiidae. Utöver nominatformen finns också underarten X. t. fistulophora.

## Bildgalleri

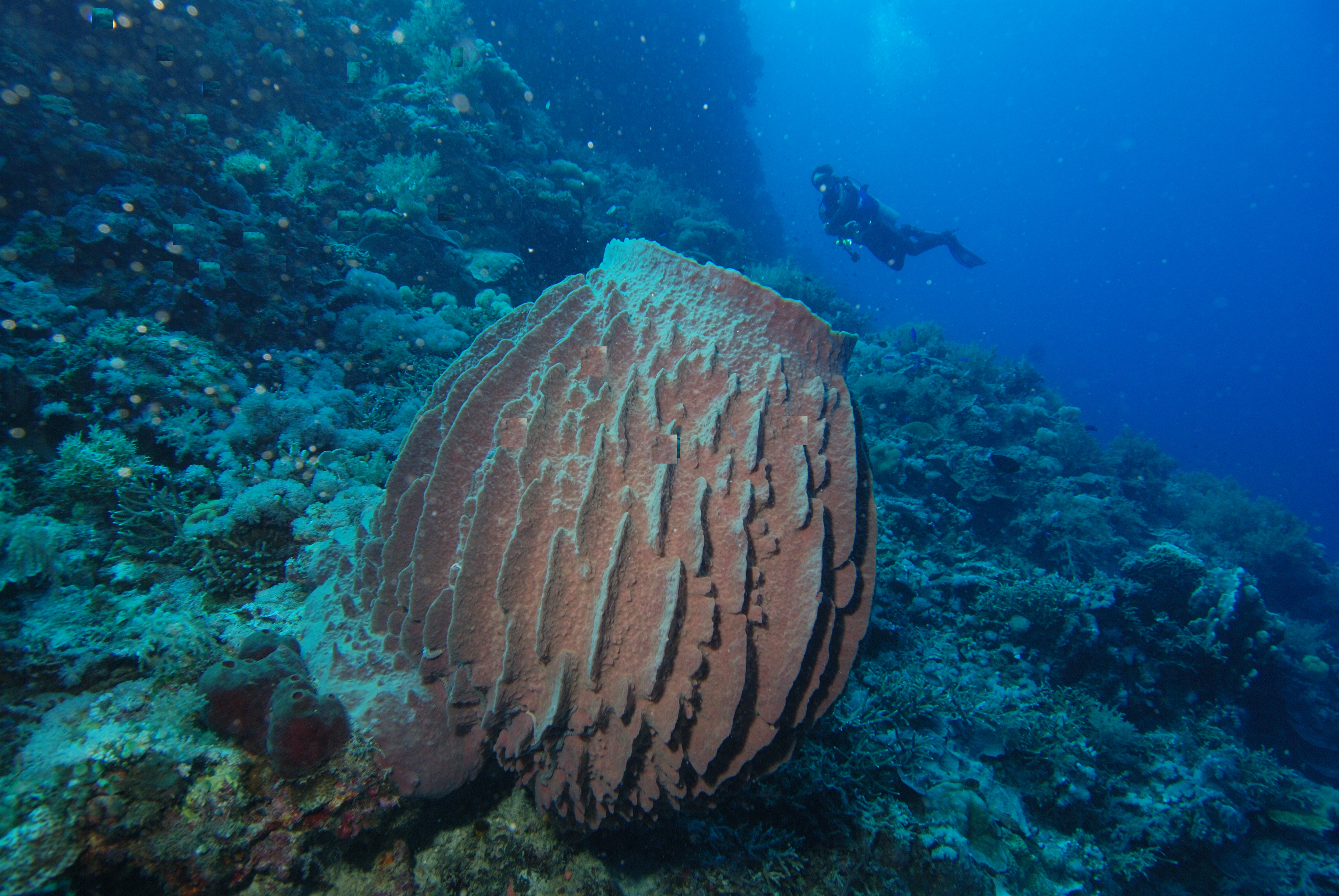